# Las Pachecas

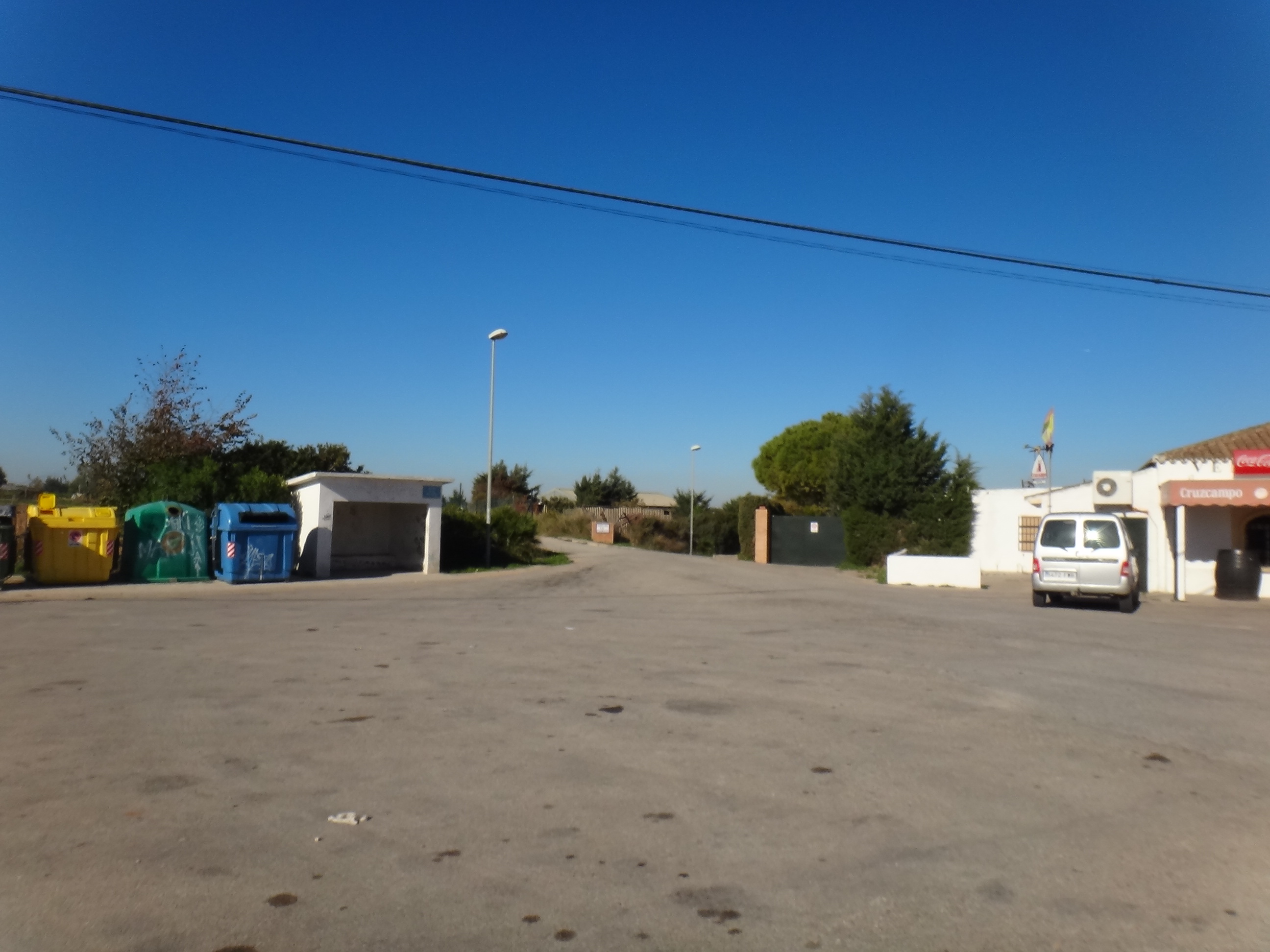
Entrada a Las Pachecas

Las Pachecas es un asentamiento rural de Jerez de la Frontera.

## Actividad
Los habitantes viven principalmente de la agricultura. Existe una tonelería que tiene planificada su marcha del lugar

## El río
El poblado está en una zona que el río Guadalete inunda cuando tiene crecidas, situación que se ha intentado enmendar con obras de dudoso resultado

## Festividades
En el mes de agosto se celebra una verbena.